# Прапор Полтавського району
Пра́пор Полта́вського райо́ну затверджений рішенням Полтавської районної ради. Автор проєкту прапора  — А. Гречило.

## Опис
Прямокутне синє полотнище зі співвідношенням сторін 2:3, посередині жовте серце, пробите навхрест білими стрілами, над ними жовтий лапчастий хрест, а обабіч — по білій шестипроменевій зірці.
За основу герба району взято знак печатки однієї з сотень Полтавського полку, сформованих з жителів навколишніх сіл міста Полтави, виявлений на одному з документів 1760 року.
У козацькій геральдиці серце, пробите стрілами уособлює хоробрість і любов до Батьківщини, а зірки означають вічність і постійність. Хрест є символом віри та пам'яті.